# فاعل بالسطح الرئوي

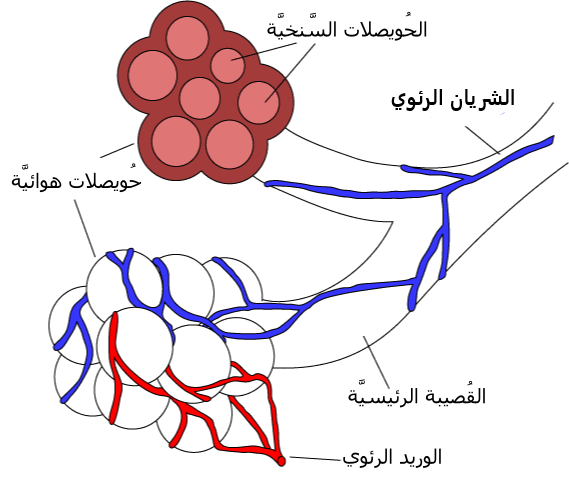

فاعل بالسطح الرئوي أو عامل فعالية سطحية رئوية (بالإنجليزية: Pulmonary surfactant)‏ هو أحد أنواع المادة الكيميائية فاعل بالسطح تحتوي على بروتين شحمي، يتكون فاعل بالسطح الرئوي في الأسناخ الرئوية (الحويصلات الهوائية) عن طريق الخلايا السنخية من النمط الثاني الموجودة في الأسناخ الرئوية في الرئتين. جميع أنواع فاعل بالسطح تحتوي على منطقة محبة للماء، وأخرى كارهة للماء. تتنظم هذه المركبات بشكل تكون فيه المسترطبات في الرأس منغمسة في صميم (منتصف) الماء والمادة الكارهة للماء تتواجد في أطراف الماء وتبقى هذه المادة في عملية دوران مستمر. يطلق على المادة الشحمية الأساسية في فاعل بالسطح الرئوي اسم DPPC وهي مادة شحمية فوسفورية تلعب دور رئيسي في تقليل التوتر السطحي للحويصلات الهوائية بالرئتين.

## الوظيفة
للفاعل بالسطح الرئوي وظيفتين رئيسيتين:
- زيادة المطاوعة الرئوية
- حماية الرئتين من الانطواء عند نهاية الزفير

يمكن تشبيه السنخ الرئوي بالفقاعة الهوائية فهو جاف من الداخل لكنه يحتوي على سطح مائي، يعمل فاعل بالسطح الرئوي على تصغير الحويصلات الهوائية في الرئتين عن طريق تصغير مساحتها، والعلاقة التالية تمثل العلاقة بين ضغط الغاز الخارجي وقوة التوتر السطحي وضغط الغاز داخل السنخ الرئوي.
2(قوة التوتر السطحي) = (ضغط الغاز خارج السنخ الرئوي) (ضغط الغاز داخل السنخ الرئوي)
المطاوعة الرئوية
المطاوعة الرئوية هي تغير حجم الرئتين لكل تغير بالضغط على الرئتين، تتضخم وتتقلص الرئتين خلال عمليتي الشهيق والزفير، كما يتغير الضغط على الرئتين أثناء تضخمها (في الشهيق) أو تقلصها (في الزفير) مما يكون ظاهرة تسمة التلاكؤ سببها التوتر السطحي بين الماء والهواء والذي يبدأ حدوثه عند بداية التضخم. يعمل فاعل بالسطح الرئوي على تقليل التوتر السطحي وهو ما يلاحظ عند إصابة الأطفال بمرض متلازمة ضيق التنفس الطفولي. التوتر السطحي الطبيعي للماء هو 70 dyn/cm بينما في الرئتين فهو 25 dyn/cm . كذلك عند الزفير تعمل جزيئات الشحم في فاعل بالسطح الرئوي على تقليل التوتر السطحي إلى قيمة صغيرة جداً تقترب من الصفر. انخفاض قيمة التوتر السطحي أثناء الزفير يساعد على انتفاخ الرئتين من جديد وبذلك يكون فاعل بالسطح الرئوي جزءاً مهماً في آلية التنفس.
تنظيم حجم الأسناخ الرئوية
عندما تكبر الأسناخ الرئوية (عند الشهيق) ينتشر فاعل بالسطح الرئوي بشكل كبير على السطح المائي للسنخ الرئوي. يعمل فاعل بالسطح الرئوي على زيادة التوتر السطحي مما يقلل بفاعلية كبيرة نسبة الزيادة في حجم السنخ الرئوي.، ويتحكم أيضاً في معدل انكماش حجم السنخ الرئوي ، فاذا صغر حجم سنخ رئوي ينخفض عدد فاعل بالسطح بشكل كبير فيمنع تصغير حجم السنخ أكثر من اللازم.
الحفاظ على جفاف السنخ الرئوي

## التركيب
الشحوم
أكثر من 90% من حجم فاعل بالسطح الرئوي يتكون من الشحوم (الدهون)، يتكون هذا الشحم من ثلاثة مكونات رئيسية:
1. فسفاتيديل كولين ويحتوي على سلسلة أسيل
2. مادة Phosphatidylglycerol وهي تحتوي على مجموعة من السلاسل الدهنية الغير مشبعة تسمح بانزلاق الطبقة الأحادية للدهون في السطح المائي لفاعل بالسطح الرئوي.
3. مادة DPPC وهو شحم فوسفوري يحتوي على سلسلتين مشبعتين من 16 كربون ومجموعة فوسفاتية متصلة رباعياً مع حمض أميني.

تغلب هذه المركبات الثلاثة على تركيب الشحم في فاعل بالسطح الرئوي ، لكن يجدر بالذكر أنه يحتوي أيضاً على قليل من الدهون الطبيعية والكوليسترول.
المكونات الأولية لهذه الدهون تنتقل من الدم إلى الخلايا السنخية من النمط الثاني حيث تتجمع ويتم تخزينها على شكل علب في مواقع يطلق عليه بجسم عديد الصفاحات.
البروتينات
فقط 10% من حجم فاعل بالسطح الرئوي مكون من البروتينات، 50% من هذه البروتينات هي من نوع بروتينات البلازما بينما البقية من البروتينات الصميمية وتصنف البروتينات الصميمية كالآتي:
- بروتين فاعل بالسطح أ وبروتين فاعل بالسطح د ويقومان على توفير مناعة فطرية حيث يحتوي على السكريات التي تسمح لهم بالتقاط الفيروسات والبكتريا ثم تأخذها البلاعم لتقضي عليها، كذلك يعتقد أن البروتين أ مسؤول عن الارتجاع السلبي (التغذية الراجعة السلبية) لتسيطر على إنتاج فاعل بالسطح.
- بروتين فاعل بالسطح ب وبروتين فاعل بالسطح تنتج جـ هي بروتينات كارهة للماء تزيد من معدل انتشار فاعل بالسطح الرئوي، بروتيني ب وجـ مهمين جداً للعمليات الفيزيائية الحيوية للرئتين، سواءً الأشخاص أو الحيوانات الذين يولدون بغياب للبروتين ب فإنهم يعانون من ظاهرة الفشل التنفسي أما الذين يولدون بنقص البروتين جـ فإنهم يعانوا من التهاب رئوي حاد.

تتم عملية إنتاج هذه البروتينات في الخلايا السنخية من النمط الثاني، تنتقل هذه الخلية من حيث تنتج إلى الجسم العديد الصفاحات وهي حلقات دائرية تتكون من شحوم (دهون) وبروتينات قطرها 0.000001 متر (1 ميكرو متر).

## الإنتاج
تحدث عملية إنتاج فاعل بالسطح الرئوي في الخلايا السنخية من النمط الثاني خلال مرحلة محطة الحوصلة أثناء تطور الرئتين، تظهر الأجسام العديدة الصفاحات في السيتوبلازم بعد 20 أسبوع من الحمل، تخرج هذه الأجسام من الخلايا السنخية من النمط الثاني عن طريق عملية الإيماس (هي عملية تخرج فيها الخلية الأجسام إلى خارج غشائها) ثم تنتقل إلى الطبقة المائية التي تغطي الأسناخ الرئوية أي في الموقع الذي يشكل فاعل بالسطح الرئوي أنيبيبات من الميالين التي تخزن في الجسم العديد الصفاحات.
الجدير بالذكر أن هناك نوع من الخلايا يطلق عليه خلايا كلارا Clara cells تساهم بتكوين جزء من فاعل بالسطح الرئوي.

## الأمراض
- متلازمة الضائقة التنفسية لدة الرُّضّع (IRDS): تحدث بسبب نقص في كمية فاعل بالسطح الرئوي وغالباً يعاني منه الأطفال الذين يولدون قبل 28 أسبوع (في الشهر السابع).
- داء الغشاء الهياليني: وهي مرحلة متطورة من متلازمة ضيق التنفس الحاد، يصاحب هذا النوع وجود بكتيريا أو فيروسات في المريض (الغشاء الهايليني هو مادة بروتينية تتكون عندما تتحطم الأسناخ الرئوية)
- الداء البروتيني السنخي الرئوي: وهو مرض رئوي نادر يحدث خلاله أن يتجمع فاعل بالسطح الرئوي على الأسناخ الرئوية مباشرة (وليس بالطبقة المائية للسنخ الرئوي) مما يعيق عملية تبادل الغازات.